# Panchlora najas
Panchlora najas är en kackerlacksart som beskrevs av Carl August Dohrn 1888. Panchlora najas ingår i släktet Panchlora och familjen jättekackerlackor. Inga underarter finns listade i Catalogue of Life.